# Leptostylus cristulatus
Leptostylus cristulatus es una especie de escarabajo longicornio del género Leptostylus, categorizada en la tribu Acanthocinini, de la subfamilia Lamiinae. Fue descrita por Bates en 1872.

## Descripción
Mide 6,89 mm de longitud.

## Distribución
Se distribuye por Costa Rica, Honduras, Nicaragua y Panamá.